# Nyctimene malaitensis
Nyctimene malaitensis är en däggdjursart som beskrevs av Phillips 1968. Nyctimene malaitensis ingår i släktet Nyctimene och familjen flyghundar. IUCN kategoriserar arten globalt som otillräckligt studerad. Inga underarter finns listade.
Denna flyghund förekommer endemisk på Salomonöarna. Arten vistas främst i fuktiga skogar.